# Cameco
Cameco Corporation – kanadyjska spółka publiczna, której działalność opiera się na wydobyciu uranu i wytwarzaniu na jego bazie paliwa jądrowego. Jest jednym z największych wydobywców uranu na świecie – w 2022 roku drugim pod względem wielkości produkcji. Siedziba przedsiębiorstwa mieści się w Saskatoon. Akcje spółki notowane są na giełdach papierów wartościowych w Toronto oraz Nowym Jorku.

## Działalność
Podstawę działalności Cameco stanowi wydobycie rudy uranu oraz jej wstępna obróbka do postaci oktatlenku triuranu (U3O8). Wydobycie prowadzone jest na terenie kopalń w kanadyjskiej prowincji Saskatchewan, w tym Cigar Lake oraz McArthur River, które należących do najzasobniejszych na świecie, oraz jednej kopalni w Kazachstanie (Inkai). Przedsiębiorstwo jest również właścicielem nieeksploatowanych, uboższych złóż uranu w Stanach Zjednoczonych (w stanach Nebraska i Wyoming) oraz Australii (w stanie Australia Zachodnia). W 2023 roku eksploatacja złóż uranu odpowiadała za 83% przychodów wygenerowanych przez Cameco.
Poza wydobyciem Cameco prowadzi również dalszą obróbkę uranu na potrzeby energetyki jądrowej, wytwarzając fluorek uranu(VI) (UF6), tlenek uranu(IV) (UO2) oraz tlenek uranu(VI) (UO3). Produkcja odbywa się w zakładach w Port Hope oraz Blind River, w kanadyjskiej prowincji Ontario.
Od listopada 2023 roku Cameco posiada 49% udziałów w spółce Westinghouse Electric Company, której działalność obejmuje m.in. produkcję urządzeń wykorzystywanych w energetyce jądrowej (w tym reaktorów jądrowych) oraz usługi związane z ich bieżącym utrzymaniem.
W 2023 roku Cameco uzyskało przychód w wysokości 2,6 mld CAD, zysk operacyjny – 562 mln CAD, a zysk netto – 361 mln CAD. W 2022 roku liczba pracowników przekraczała 2900.

## Historia
Przedsiębiorstwo powstało w 1988 roku w wyniku połączenia państwowej spółki Eldorado Nuclear Limited (zał. 1926) oraz Saskatchewan Mining Development Corporation, należącej do rządu prowincji Saskatchewan. W latach 1991–2002 przeprowadzono stopniową prywatyzację spółki, wprowadzając jej akcje do obiegu giełdowego. Do 2004 roku Cameco prowadziło także wydobycie złota (wówczas to dział przedsiębiorstwa odpowiedzialny za jego wydobycie przekształcono w samodzielną spółkę Centerra Gold).
Nazwa „Cameco” jest skrótowcem utworzonym od pierwotnej nazwy przedsiębiorstwa – Canadian Mining and Energy Corporation.